# Reibjörn Neander
Reibjörn Anders Eskil Neander, tidigare Carlshamre, född Wernersson 24 augusti 1960 i Bergs församling, Västergötland, är en svensk musiker och organist. Han är domkyrkorganist i Skara domkyrka sedan 2006.
Neander satt 2018–2021 i beredningsgruppen för Svenska kyrkans liturgipris och var vid samma tid ordförande i Svenska kyrkans musikråd.

## Priser
- 2015: Aulénpriset (siste pristagaren)[9]

## Verklista

### Körverk
- En tråd av nåd (Susanna Venetvaara, SAB, solo, piano och flöjt, 2018)
- Bön om kvällen (Atle Burman, SAB och piano, 2017)
- Det folk som vandrar i mörkret (Jesaja 9:2, SAB, flöjt och piano, 2016)
- Guds vackraste tanke (Atle Burman, SAB, flöjt och piano, 2016)
- Vi sjunger och tilber vår Gud (Christina Lövestam, SSA och piano, 2015). Till Skara stifts 1000-årsjubileum.
- Så älskade Gud världen (Ur Jubel och sång)

### Barnkör
- Guds egen skatt (Susanna Venetvaara, SA och piano, 2017)

### A cappella
- Prisa Herren, alla folk (Psaltaren 117, 2018)
- Sommarafton på Drottningkullen (Susanna Venetvaara SATB/SSAA, 2018)
- Aftonsång/På nådens vingar (Susanna Venetvaara SATB, 2017)
- Jubilate Deo, Processionssång (SATB, tillägnad Skara Domkyrkokör 2017)
- Godhet och nåd 1 (SAB, 2017)
- Godhet och nåd 2 (SAB, 2017)
- Godhet och nåd 3 (SATB, 2017)
- Du dukar ett bord, fyra nattvardskoraler (SATB, 2016)
- Magnificat & Nunc dimittis (Luk 1:46-55/Luk 2:29-32, SATB, 2016). För en evensong i Southwark Cathedral i London.
- Visa i advent (Atle Burman, SATB, 2015)
- Du är större än mitt hjärta (Kerstin Anér, SATB/SSAA, 2015/2018)
- Ubi Caritas (SATB, tillägnad vokalgruppen Cantabona, 2014)
- Var stilla min själ (Atle Burman, SATB, 2014)
- En bön (Atle Burman, SATB, 2013)
- En sommarpsalm (Atle Burman, SATB, 2013)